# タギール・ガジエフ
タギール・ガジエフ（Tagir Gadzhiev、1994年3月29日 - ）は、RCクバンに所属するラグビーユニオン選手。

## プロフィール
- ロシア・キズリャル出身[1]。
- ポジションはロック(LO)、フランカー(FL)。
- 身長 188cm、体重 108kg
- ロシア代表キャップは33（2021年9月現在）でラグビーワールドカップ2019のロシア代表に選ばれた[2]。

## 略歴
2013年、RCクバンに加入。